# Neomillspaughia
Neomillspaughia es un género de plantas pertenecientes a la familia Polygonaceae.  Comprende 2 especies descritas y  aceptadas.

## Taxonomía
El género fue descrito por  Sidney Fay Blake  y publicado en Bulletin of the Torrey Botanical Club 48(3): 84–85. 1921.  La especie tipo es: Neomillspaughia paniculata (Donn. Sm.) S.F. Blake	

## Especies aceptadas
A continuación se brinda un listado de las especies del género Neomillspaughia aceptadas hasta mayo de 2014, ordenadas alfabéticamente. Para cada una se indica el nombre binomial seguido del autor, abreviado según las convenciones y usos. 
- Neomillspaughia emarginata (H. Gross) S.F. Blake
- Neomillspaughia paniculata (Donn. Sm.) S.F. Blake